# Romance of the Three Kingdoms XI
Romance of the Three Kingdoms XI, também conhecido como Sangokushi 11 (三國志 11), é o 11.º lançamento da série da Koei,  Romance of the Three Kingdoms. O jogo foi lançado para Windows no dia 17 de março de 2006 no Japão, e mais tarde a versão em chinês tradicional em 27 de julho em Taiwan. Uma versão japonesa para PlayStation 2 foi lançada no dia 28 de setembro de 2006.
Uma versão norte-americana para PlayStation 2 foi lançada no dia 6 de Fevereiro de 2007. Uma versão para Wii foi lançada no dia 21 de Março de 2007 para o mercado japonês em um preço de prêmio de ¥9,800 ienes.
A versão Premium BOX  inclui detonado, mapa tático, 4 cartões ilustrados por Tsuyoshi Nagano, CD da trilha sonora de orquestra. A versão chinesa da Premium BOX inclui detonado japonês e mapa. E em 6 de março de 2008 foi lançado no Japão uma versão dupla de Romance of the Three Kingdoms XI com Nobunaga's Ambition: Rise To Power.
Uma versão em língua inglesa oficial para PC foi anunciada no dia 23 de abril de 2008, a ser lançado na América do Norte no dia 29 de Julho. Contudo, a data de lançamento foi desde então adiantada para o dia 9 de Setembro de 2008.

## Power-up kit
O power-up kit (que é uma expansão da versão do windows) acrescenta as seguintes características:
- Semelhantes instalações vizinhas podem ser combinadas.
- 10 novas instalações de cidade.
- Os generais podem pesquisar novas habilidade. Mais de 50 habilidades são disponíveis baseado em ataque, defesa, administração, e estratégia.
- Um novo modo de jogo de batalha, que permite jogar em cenários de batalha pré-ajustados.
- 6 novos cenários de campanha, e 30 novos eventos.
- O editor pode alterar generais, cidades, reino, equipamento.
- Novas vozes do jogo japonês. O jogador pode selecionar entre vozes chinesas ou japonesas.
- Uma nova colocação de dificuldade de jogo, "Super" (超級).
- Um comando amigável de diálogo durante a pesquisa e os pagamentos. Por exemplo, destinando generais a executar uma tarefa, uma caixa de diálogo mostrará itens e o tempo necessário para executar a tarefa.
- Uma nova pesquisa nacional denominada  Internal administration (内政).
- Novas características militares incluindo:
  - Poder destinar tropas a transportar provisões a campos específicos.
  - Inteligência artificial melhorada.
  - Itens de tamanho.
  - Aumento nas instalações e estratégia incluindo:
    - Aumento nos efeitos para fortalezas, e aumento do status da capacidade de recuperação aumentada.
    - Melhoria do alcance para a drum tower, aumentando a possibilidade do êxito para entrar em um duelo.
    - Quando usar a estratégia spearman para destruir tropas, as possibilidades para capturar generais inimigos aumenta.
    - Quando usar a estratégia cavalry para apanhar tropas em armadilha, os efeitos de armadilha aumenta.